# Принстон (Мисури)
Принстон (енгл. Princeton) град је у америчкој савезној држави Мисури.

## Демографија
По попису из 2010. године број становника је 1.166, што је 119 (11,4%) становника више него 2000. године.
| Група             | 2000.         | 2010.         |
| Белци             | 1.033 (98,7%) | 1.147 (98,4%) |
| Афроамериканци    | 1 (0,1%)      | 4 (0,3%)      |
| Азијати           | 0 (0,0%)      | 2 (0,2%)      |
| Хиспаноамериканци | 3 (0,3%)      | 9 (0,8%)      |
| Укупно            | 1.047         | 1.166         |